# Notiphila mathisi
Notiphila mathisi är en tvåvingeart som beskrevs av Huryn 1984. Notiphila mathisi ingår i släktet Notiphila och familjen vattenflugor. Inga underarter finns listade i Catalogue of Life.